# Möllevången (Malmö)
Möllevången is een deelgebied (Delområde) in het stadsdeel Södra Innerstaden van de Zweedse stad Malmö.
De wijk is onder meer bekend van zijn vele bars, restaurants, nachtclubs en zijn etnische diversiteit met betrekking tot voedsel en winkels, evenals het subculturele karakter. De afgelopen decennia wijzigde de wijk van een arme arbeiderswijk tot een cultureel mekka. Het gebied herbergt vele werken uit de culturele sector. Onder andere de Zweedse acteur Nils Poppe is hier geboren.
Oorspronkelijk werd Möllevången begrensd door de straten Sofielundsvägen, Bergsgatan, Spångatan/Spånehusvägen och Nobelvägen. In 1981 werd dit gewijzigd naar de straten Spårvägsgatan, Södra Förstadsgatan, Bergsgatan, Amiralsgatan och Nobelvägen.

## Foto's

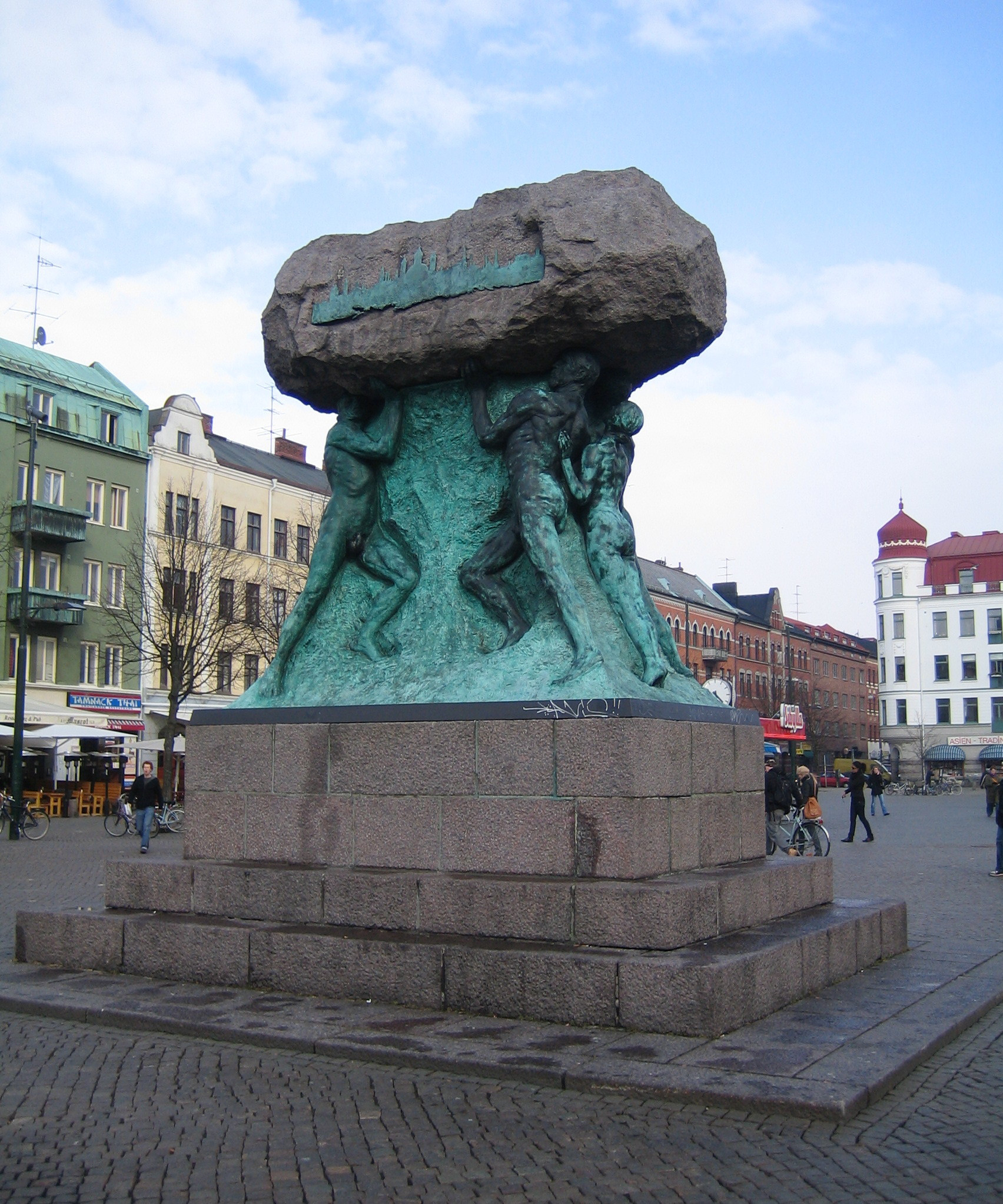
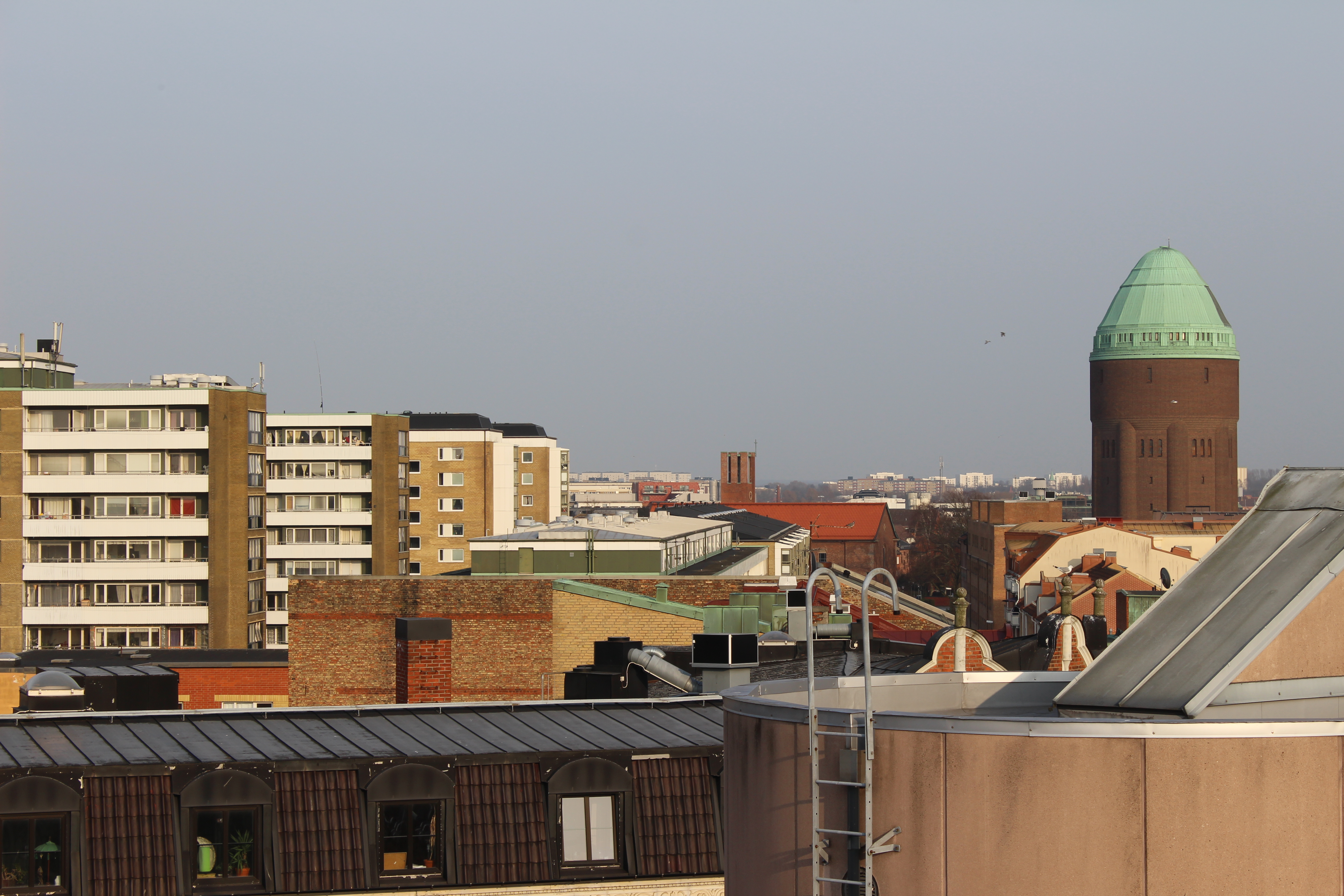
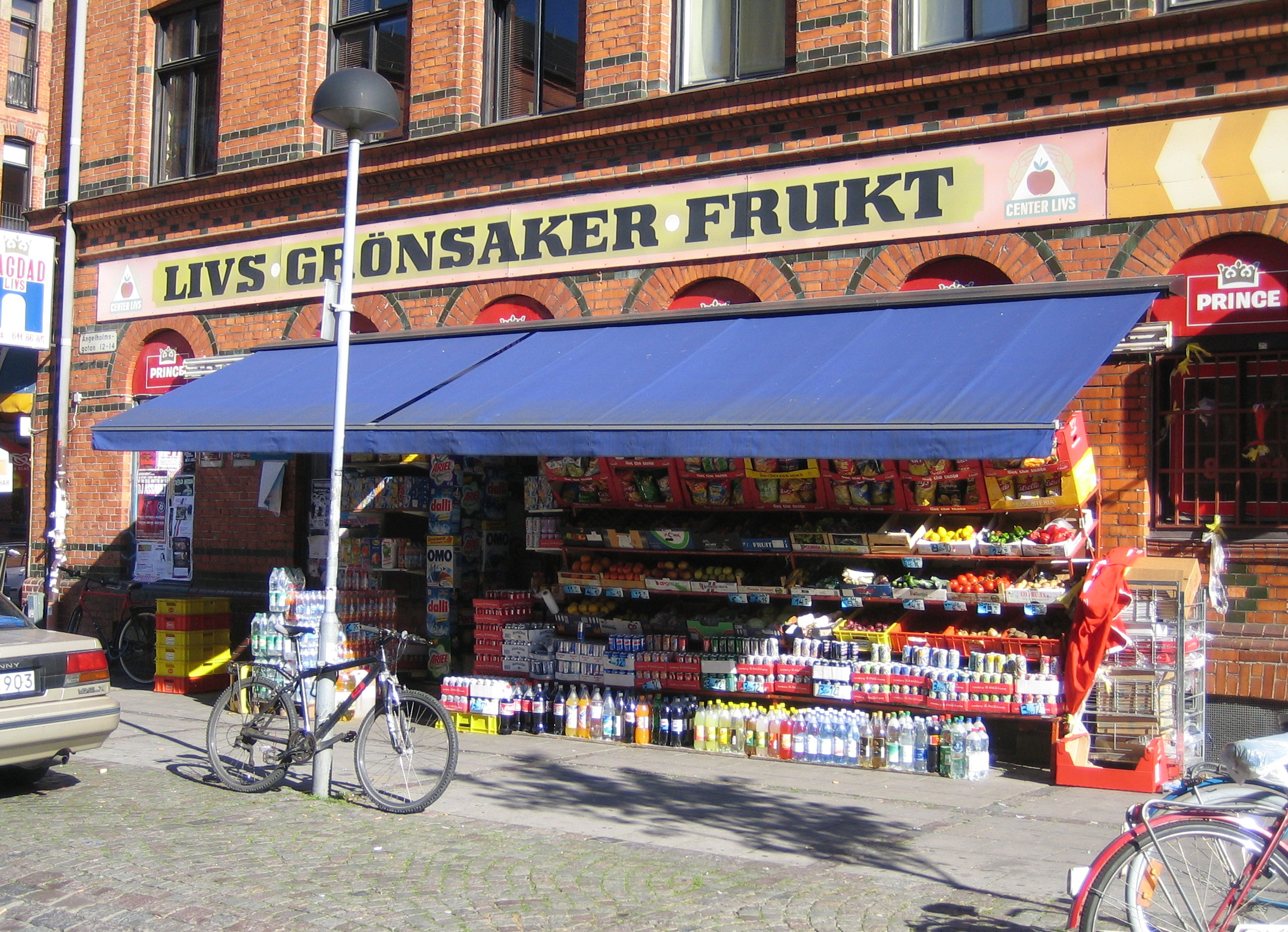
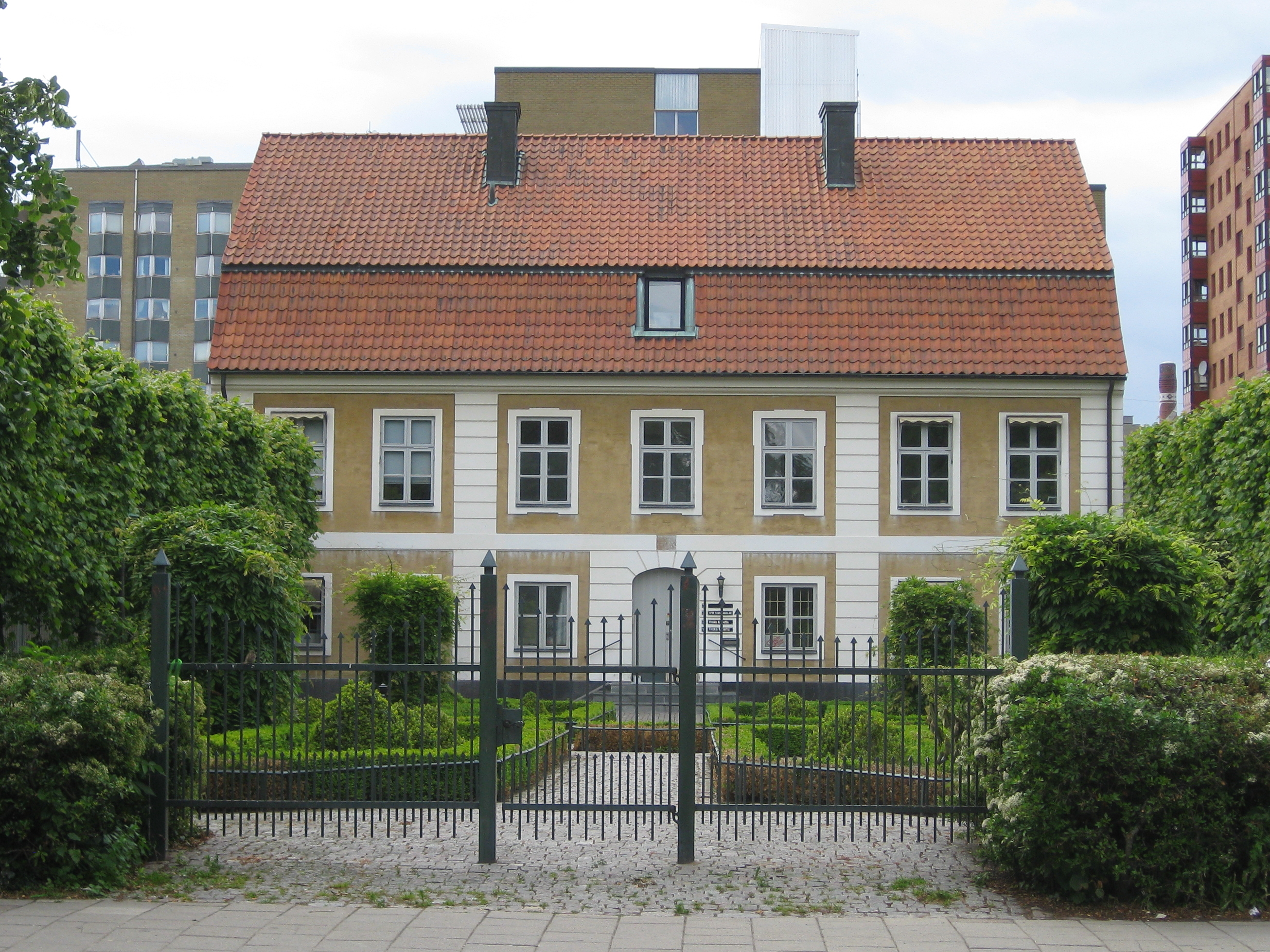
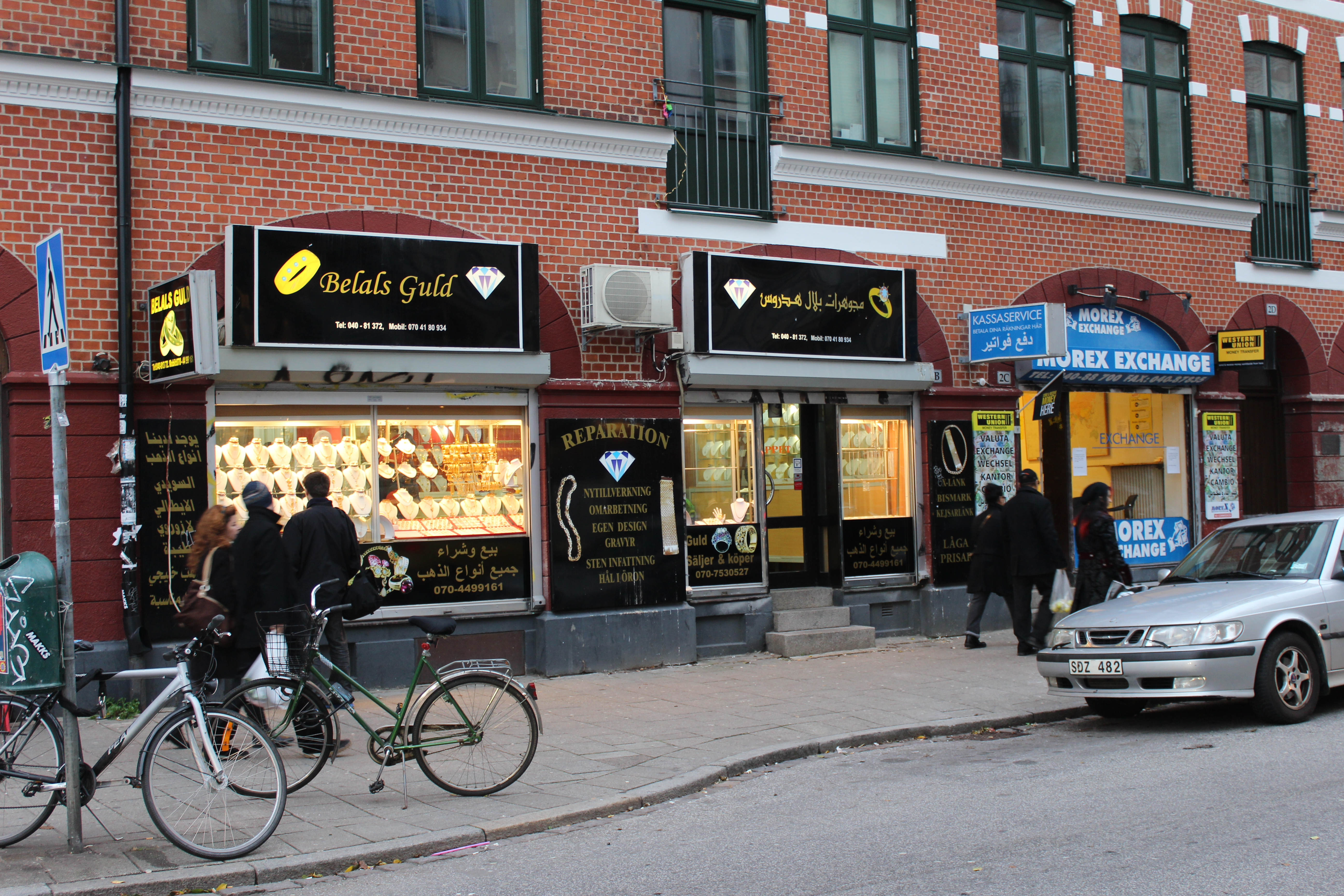
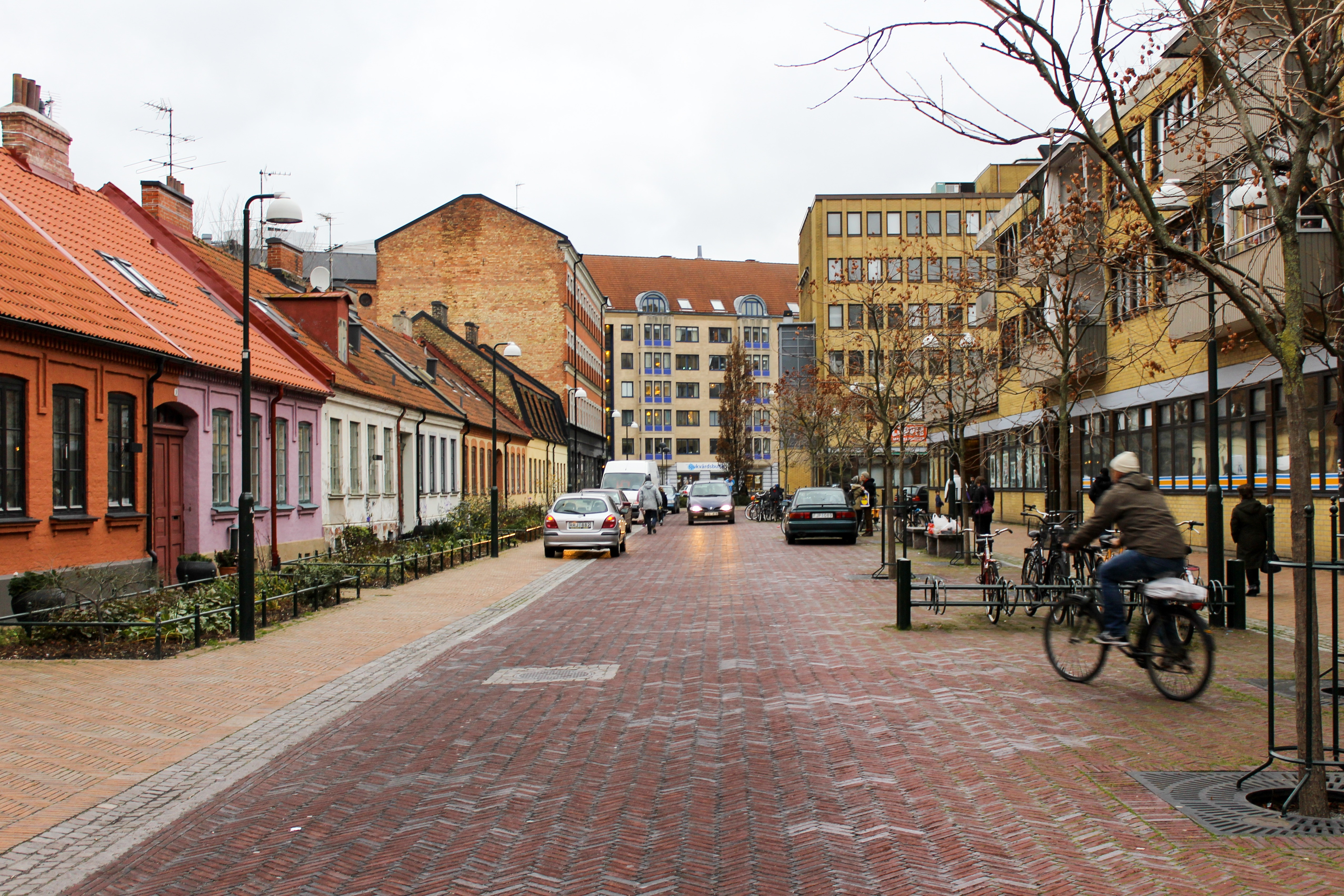